# Heliothela nigralbata
Heliothela nigralbata là một loài bướm đêm trong họ Crambidae.